# Langenneufnach
Langenneufnach est une commune allemande de Bavière située dans l'arrondissement d'Augsbourg et le district de Souabe.

## Géographie

Situation de Langenneufnach dans l'arrondissement d'Augsbourg

Langenneufnach est située dans le Parc naturel d'Augsbourg-Westliche Wälder sur la rivière Schmutter, à 28 km au sud-ouest d'Augsbourg et à la limite avec l'arrondissement de Günzburg. La commune est le siège de la communauté d'administration de Stauden, créée le 1er mai 1978, qui regroupe les cinq communes de Langenneufnach, Mickhausen, Mittelneufnach, Scherstetten et Walkertshofen. Elle comptait 6 278 habitants en 2006 pour une superficie de 73,68 km2.
Communes limitrophes (en commençant par le nord et dans le sens des aiguilles d'une montre) : Fischach, Mickhausen, Walkertshofen et Ziemetshausen.

## Histoire
Le village a été la propriété des barons d'Ehem jusqu'en 1803, au Recès d'Empire et à son incorporation dans le royaume de Bavière. Langenneufnach a été érigé en commune en 1818.

## Démographie
| 1840  | 1871 | 1900  | 1925  | 1939 | 1950  | 1961  | 1970  | 1987  |
| ----- | ---- | ----- | ----- | ---- | ----- | ----- | ----- | ----- |
| 1 023 | 968  | 1 049 | 1 104 | 982  | 1 638 | 1 509 | 1 527 | 1 424 |

| 2000  | 2005  | 2009  | - | - | - | - | - | - |
| ----- | ----- | ----- | - | - | - | - | - | - |
| 1 646 | 1 734 | 1 663 | - | - | - | - | - | - |

## Économie
Langenneufnach est le siège de l'entreprise Topstar, un des principaux fabricants de sièges de bureau allemands.